# دافيد فالديز
دافيد فالديز (بالإسبانية: David Valdez)‏ (6 أبريل 1993 بسان ميغيل دي توكومان في الأرجنتين - ) هو لاعب كرة قدم أرجنتيني في مركز الوسط.

## روابط خارجية
- دافيد فالديز على موقع قاعدة بيانات كرة القدم.إي يو (الإنجليزية)
- دافيد فالديز على موقع Soccerway.com (الإنجليزية)